# Штор, Готлиб Конрад Христиан
Готлиб Конрад Христиан Штор (1749—1821) — немецкий медик, химик и натуралист.

## Биография
Получил докторскую степень в Тюбингенском университете, где с 1774 до 1801 г. преподавал химию, ботанику и естествознание. Выделил в качестве отдельных родов Еноты (Procyon Storr, 1780) и Медоеды (Mellivora Storr, 1780).
В 1781 г. выполнил обширные научные исследования в швейцарских Альпах, итоги которых вошли в «Alpenreise von jahre 1781» (1784-86, 2 тт.). Почётный член Петербургской академии наук c 28.07.1794 г.

## Труды
- Entwurf einer Folge von Unterhaltungen zur Einleitung in die Naturgeschichte, 1777.
- Ueber seine Bearbeitungsart der Naturgeschichte, 1780.
- «Investigandae crystallifodinarum oeconomiae quaedam pericula», 1785.
- «Idea methodi fossilium», 1807.